# Nieuweroord (Zeist)
Nieuweroord, ook Lenteleven of Nije Wehme is een landgoed aan de Utrechtseweg nr. 64 in Zeist.
De voormalige buitenplaats ligt aan de zuidkant van de Utrechtseweg, tegenover Schaerweijde en Veldheim. Het witgepleisterde neoclassicistische huis is met de voorgevel naar de weg gericht. 
De buitenplaats Nieuweroord werd in 1841 gebouwd. Eind 19de eeuw werd het huis verbouwd in opdracht van mevrouw de weduwe G. van der Voort-Beckeringh. In 1912 kreeg het huis een derde verdieping werd voorzien en het balkon werd uitgebreid over de gehele breedte van de voorgevel.
In 1939 werd Nieuweroord een kindertehuis van Het Leger des Heils. In 1979 werd vlak bij de villa een groot kantorencomplex gebouwd. Rond die tijd veranderde de naam Nieuweroord in Lenteleven.

## Bewoners
- eind 19e eeuw mevr. de wed. G. van der Voort-Beckeringh
- 1912 F.G.M. Schroder
- 1939 het Leger des Heils
- 1977 B.V. Maatschappij Ontwikkeling van Bouwprojecten Projekt 5
- 1979 Schakel & Schrale